# Caterina Cornaro (opéra)
Pour les articles homonymes, voir Cornaro.

Portrait de Catherine Cornaro (1454-1510), reine de Chypre par Le Titien

Caterina Cornaro ossìa La Regina di Cipro (Caterina Cornaro ou La Reine de Chypre), connu en France sous le titre Catherine Cornaro, est un opéra en un prologue et deux actes du compositeur italien Gaetano Donizetti. Le livret italien a été écrit par Giacomo Sacchèro, d'après celui de Jules-Henri Vernoy de Saint-Georges pour l'opéra de Jacques Fromental Halévy La Reine de Chypre (1841).
L'intrigue de l'œuvre repose sur la vie de Catherine Cornaro (1454-1510), une noble vénitienne qui fut reine de Chypre, de 1474 à 1489 par suite de son mariage en 1468 avec le roi Jacques II, mort en 1473.
Caterina Cornaro a été créé au Teatro San Carlo de Naples, le 18 janvier 1844.

## Contexte de l'œuvre
À la suite du succès de Linda di Chamounix, dont la première représentation avait eu lieu le 19 mai 1842 au Kärntnertortheater à Vienne, Bartolomeo Merelli, l'impresario du théâtre viennois, commanda à Donizetti un opéra inspiré par la vie de la reine de Chypre Catherine Cornaro. Caterina Cornaro a été en partie composé en 1842, juste avant Don Pasquale et achevé au cours de l'été suivant.
Les Viennois réalisèrent que le même sujet avait déjà été mis en musique l'année précédente par Franz Lachner et la commande fut annulée. Donizetti se consacra alors à Maria di Rohan, présenté au Kaertnerthortheater en juin 1843, et rechercha un théâtre qui puisse convenir pour Caterina.
Deux mois après le triomphe (13 novembre 1843) de Dom Sébastien à l'opéra de Paris,Caterina Cornaro est créé au Teatro San Carlo à Naples.
Le compositeur, qui n'a pu être présent aux répétitions, ni superviser l'orchestration, a clairement prédit l'échec de l'œuvre, dans une lettre de janvier 1844 adressée à son beau-frère :
« J'attends avec quelque inquiétude des nouvelles du fiasco de Caterina Cornaro à Naples. La Goldberg, comme primadonna est ma première catastrophe sans le savoir. J'ai écrit pour une soprano, ils me donnent une mezzo ! Dieu sait si Coletti, si Fraschini sont destinés à leurs rôles, que j'ai conçus pour eux. Dieu sait quelle autre catastrophe a amené la censure. »
Au cours de l'hiver 1844-45, Donizetti s'est consacré à une révision de Caterina Cornaro, et la nouvelle version, pour laquelle il imagina une autre fin, a été présentée à Parme, en février 1845, avec Marianna Barbieri-Nini dans le rôle-titre. Ce fut le dernier des opéras de Donizetti à être créé du vivant du compositeur.
Une reprise contemporaine de l'œuvre a eu lieu au Teatro San Carlo de Naples en 1972, avec Leyla Gencer, Renato Bruson et Giacomo Aragall. Gencer a chanté une version concertante l'année suivante au Carnegie Hall, à New York. La même année, Montserrat Caballé a interprété Caterina en concert à la salle Pleyel à Paris, représentation suivie par d'autres concerts à Londres, à Barcelone et à Nice, dont certains enregistrements ont été conservés.
Winton Dean a noté combien le rôle du ténor dans Caterina Cornaro est marginalisé par rapport aux conventions de l'opéra italien de la journée. Dean a aussi apporté des commentaires sur la qualité particulièrement douteuse du Chœur des assassins dans cet opéra.

## Personnages
| Rôle                             | Type de voix  | Première distribution Teatro San Carlo, (1844) |
| -------------------------------- | ------------- | ---------------------------------------------- |
| Caterina Cornaro                 | soprano       | Fanny Goldberg                                 |
| Matilde, Amie de Caterina        | mezzo-soprano | Anna Salvetti                                  |
| Geraldo                          | ténor         | Gaetano Fraschini                              |
| Lusignano, Roi de Chypre         | baryton       | Filippo Coletti                                |
| Mocenigo, Ambassadeur de Venise  | basse         | Nicola Benevento                               |
| Andrea Cornaro, Père de Caterina | basse         | Marco Arati                                    |
| Strozzi, Chef des Sgherri        | ténor         | Anafesto Rossi                                 |
| Un chevalier du Roi              | tenor         | Domenico Ceci                                  |

## Principaux airs
- Slave o beati, al giubilo
- Tu l'amor mio
- Or che l'astro in mar... Torna all'ospite tetto
- Vieni, o tu che ognora io chiamo
- Ah! Vieni t'affretta
- Spera in me
- Sei bella, o Cipro !
- Da che sposa Caterina
- Core e pugnale
- Vedi: io piango
- Gemmata il serto
- Io non vengo a suscitare
- Indietro ! Io, vil carnefice !
- Misera Patria !
- Io trar non voglio
- Oh ciel ! Che tumulto !
- Pieta, o Signor
- Orsu della vittoria

## Argument
L'action se déroule à Venise et à Chypre en 1472.
Le mariage de Caterina, fille de Andrea Cornaro, à un jeune Français, Gerardo, est reporté lorsque Mocenigo apporte un message indiquant que Lusignano, roi de Chypre, veut l'épouser. Après un certain nombre d'intrigues, où l'on découvre que Lusignano a été lentement empoisonné par Mocenigo, Gerardo rejoint les chevaliers de l'ordre canonial régulier du Saint-Sépulcre pour aider Lusignano à défendre Chypre contre les Vénitiens. Lusignano est mortellement blessé ; en mourant, il confie son peuple à la garde de Caterina. Gerardo retourne ensuite à Rhodes.

## Version de référence
- Opera d'Oro (2001) : Il s'agit d'une reprise d'un enregistrement public de 1972, sous la direction de Carlo Felice Cillario dirigeant les Chœurs du Royal Opera House et le London Symphony Orchestra, avec comme interprètes :  Montserrat Caballé, José Carreras, Anne Edwards, Maurizio Mazzieri, Lorenzo Saccomani, Enrique Serra, Neville Williams.